# Hazarbaf

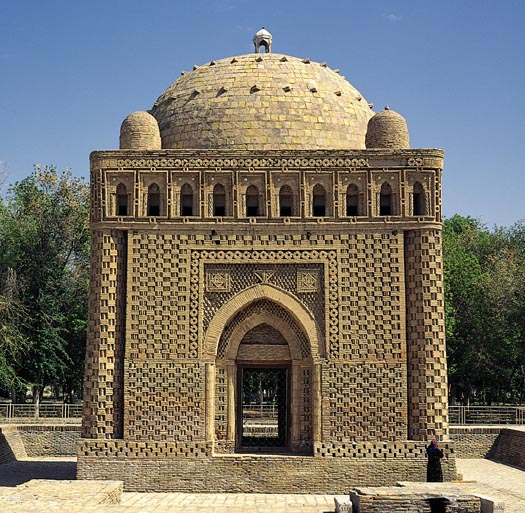
Il mausoleo Samanide di Bukhara uno degli esempi più famosi di hazarbaf

L'hazarbaf o hazar baf  è una parola farsi utilizzata per rappresentare un elemento architettonico nell'arte islamica. Parola di origine persiana, significa letteralmente "mille intrecci di tessiture". Essa designa una decorazione superficiale del muro con disegni di mattoncini in rilievo che creano un effetto di luci ed ombre. È composta da due parole, hazar, che è una montagna o una città del Turkmenistan e baf che ha molti significati.
Fra le tante costruzioni nelle quali è presente questo stile architettonico, si può citare il Mausoleo Samanide o la Moschea Maghoki-Attar e molte altre architetture antiche dell'Uzbekistan. Questo stile poi influenzerà le architetture di epoca successiva e persino certi decori di moderne abitazioni di Bukhara o Khiva.

## Storia

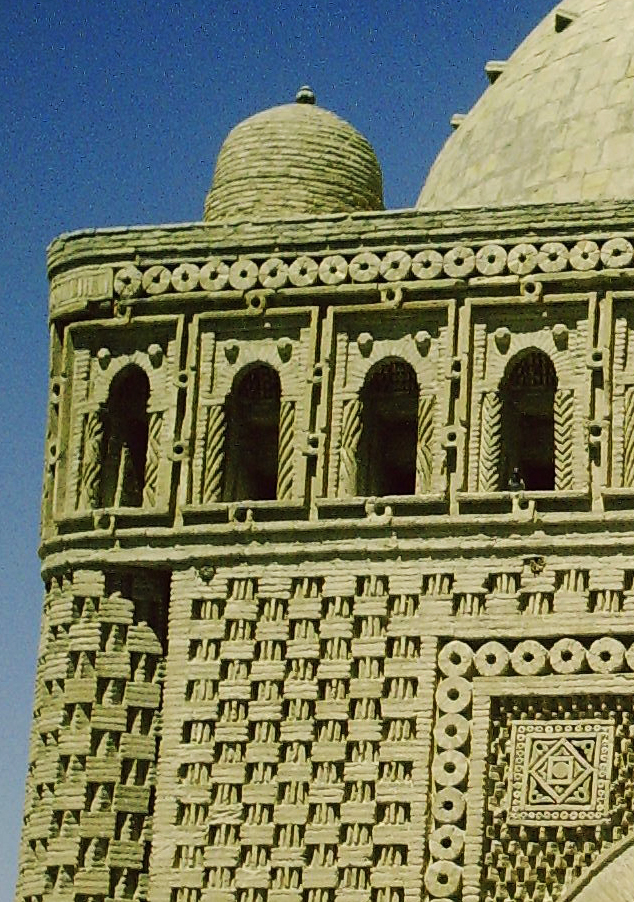
Le pareti del Mausoleo Samanide (IX o X secolo) rappresentano un primo esempio di hazarbaf, un tessuto simile a quello della muratura.

Il primo esempio sopravvissuto di mattoni decorativi con mattoni colorati si trova nella porta della città di Raqqa (772). Mentre il primo esempio di hazārbāf si trova nel Palazzo Ukhaydir vicino a Baghdad, costruito intorno al 762. La tecnica è apparsa in Iran e in Asia centrale più di un secolo dopo, ma con disegni più sofisticati. La tomba del governatore Samanide Ismā'īl (a Bukhara, Uzbekistan) aveva pareti con mattoni sporgenti e incise che creavano un modello di tessitura.
La tecnica del mattone islamico è cresciuta in sofisticazione nel corso dei secoli. Nell'XI secolo l'uso di più mattoni e la variazione della profondità dell'articolazione tra mattoni formavano un'ombra che contrastava fortemente con le linee orizzontali delle file di mattoni (ad esempio nel Mausoleo Arslan Jadhib nel complesso Sang-Bast). Delle righe di mattoni sono state collocate profondamente all'interno della facciata dell'edificio e sollevate sopra di essa, per creare spazi positivi e negativi (ad esempio nel minareto di Damghan e nella torre Pir-e Alamdar). 

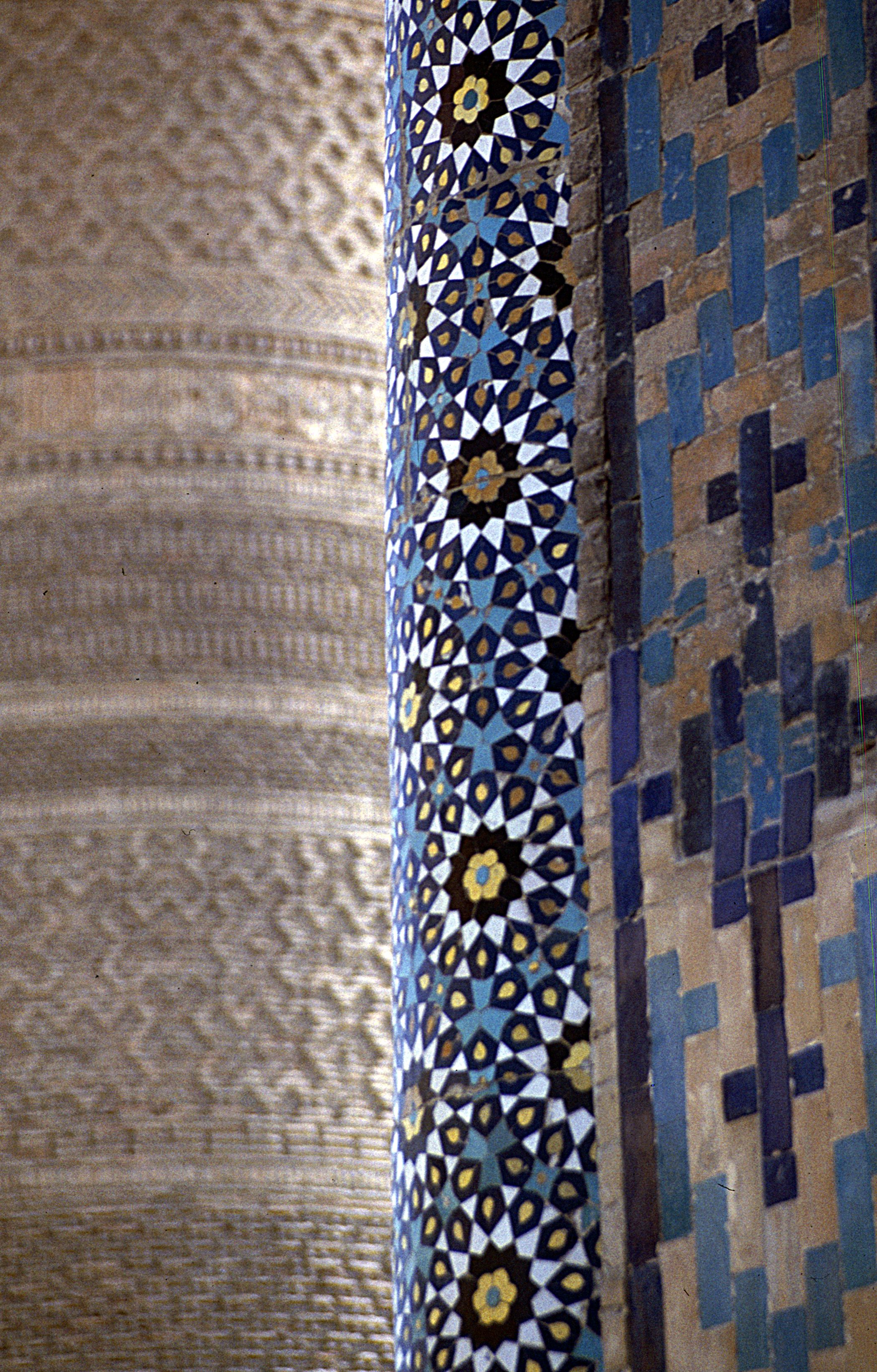
Un raffronto tra intreccio hazarbaf (sullo sfondo), della decorazione a piastrelle zellige e banna'i

Il minareto Chihil-Dukhtaran a Isfahan (costruito nel 1107-1108) è uno dei primi esempi di lavorazione in mattoni con triangoli, quadrati, ottagoni, disegni cruciformi, nonché il vicino minareto Sarban (1130-55) sempre a Isfahan. Un altro esempio è il minareto della moschea del venerdì di Saveh sempre in Iran, eretta con mattoni con scritte cufiche e Nashk. Il monumento Gunbad-i Sorkh sempre in Iran (costruito nel 1147) era composto da dieci diversi tipi di mattoni intagliati nelle colonne d'angolo. Un altro esempio è il minareto Gar del 1121-22 sito nel villaggio di Gar nella Regione di Isfahan.
Nel XII secolo in Azerbaigian, i mattoni sono stati combinati con piastrelle smaltate. Tali mattoni erano tipicamente blu cobalto e color turchese.
Il primo esempio di copertura in mattoni è in un minareto a Ghazni tra il 1118 e il 1152, precisando il nome del reggente, il re Ghaznavide Massud III e i suoi titoli. Questo edificio di ceramica è stato inserito tra i mattoni per creare l'iscrizione. Più tardi gli edifici utilizzavano le ombre dei mattoni sollevati e altri blocchi utilizzavano mattoni colorati per descrivere le parole. Questa pratica portò finalmente a coprire interi edifici in mattoni con scritture sacre che descrivevano i nomi di Allah, Alì e Maometto.
La versione quadrata del cufico, la versione della calligrafia araba in cufico composta da angoli quadrati, si crede sia stata un adattamento architettonico di questo stile. La scrittura cufica è stata solitamente ottenuta utilizzando mattoni quadrati.
In Uzbekistan questo stile ha influenzato anche lo stile delle abitazioni moderne, che spesso mostrano decori praticati con le stesse mattonelle, ad antica imitazione.

## Galleria d'immagini

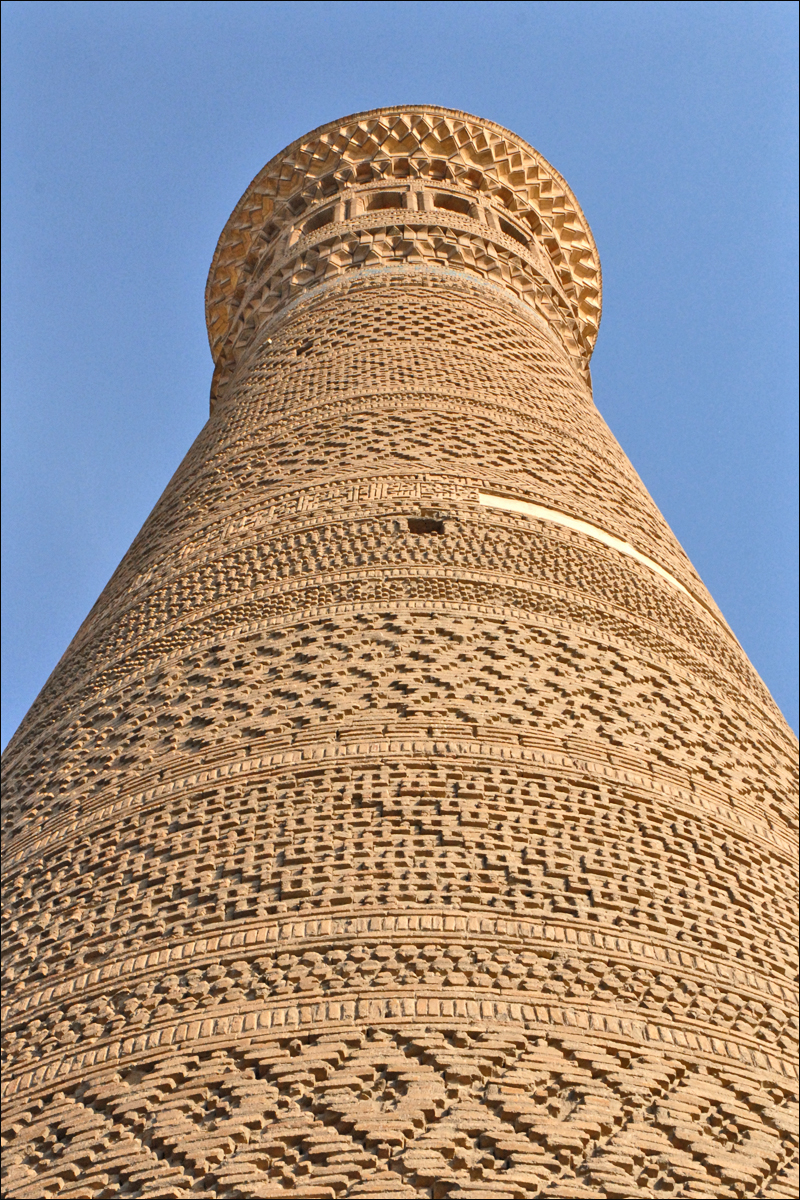
Il minareto Kalon a Bukhara
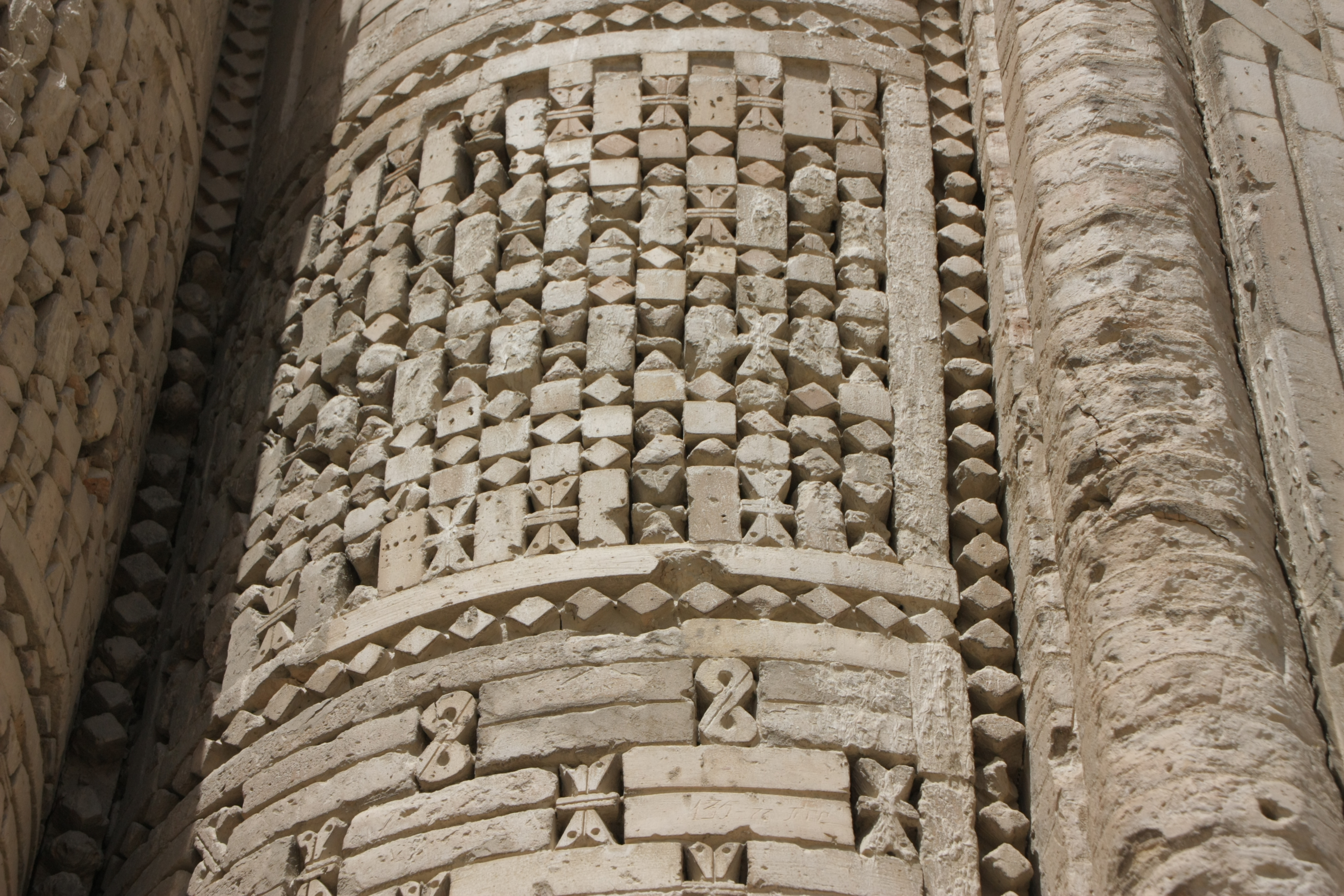
Dettagli decorativi della moschea Magok-i-Attari a Bukhara
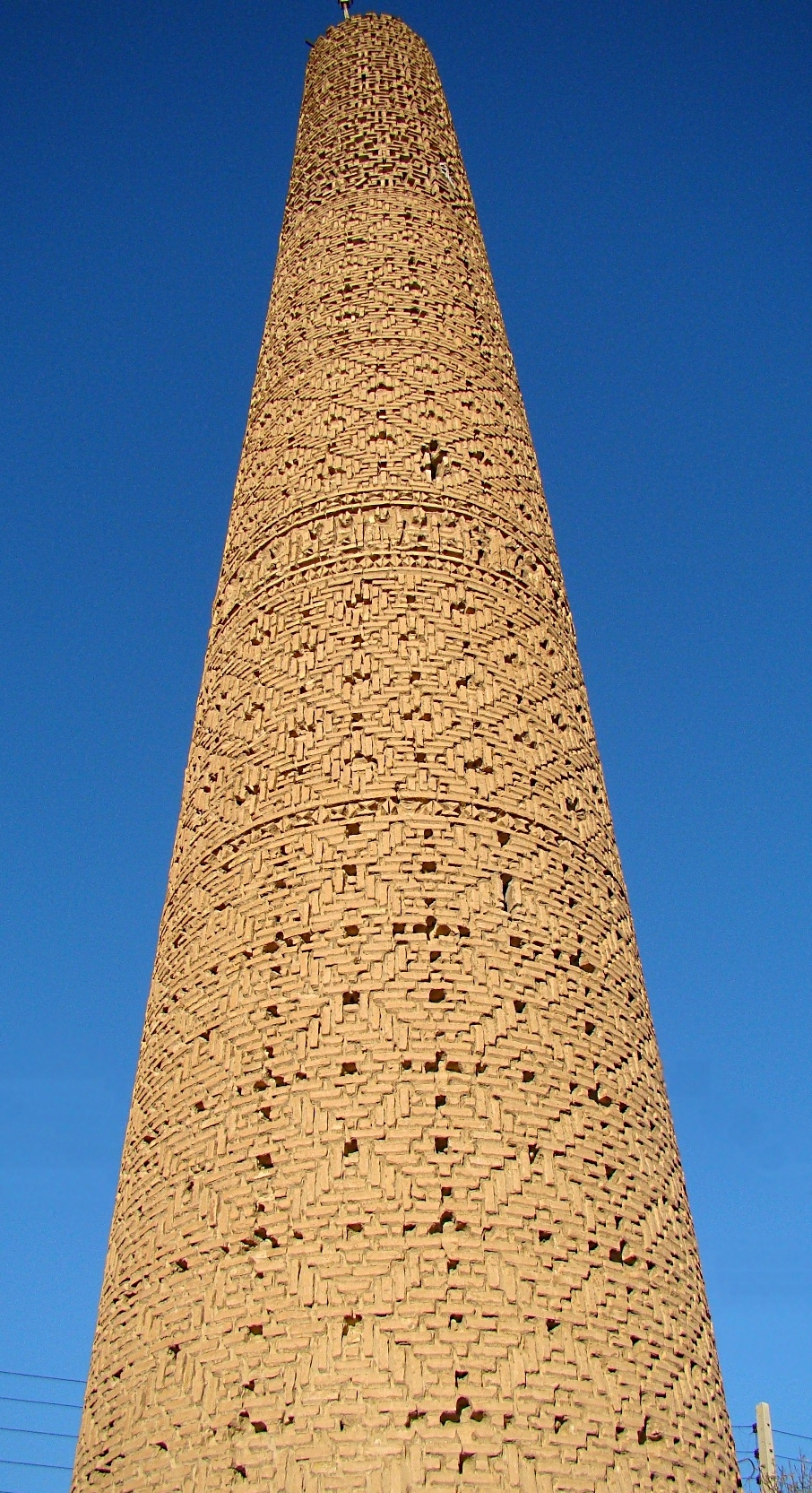
Il minareto di Damghan
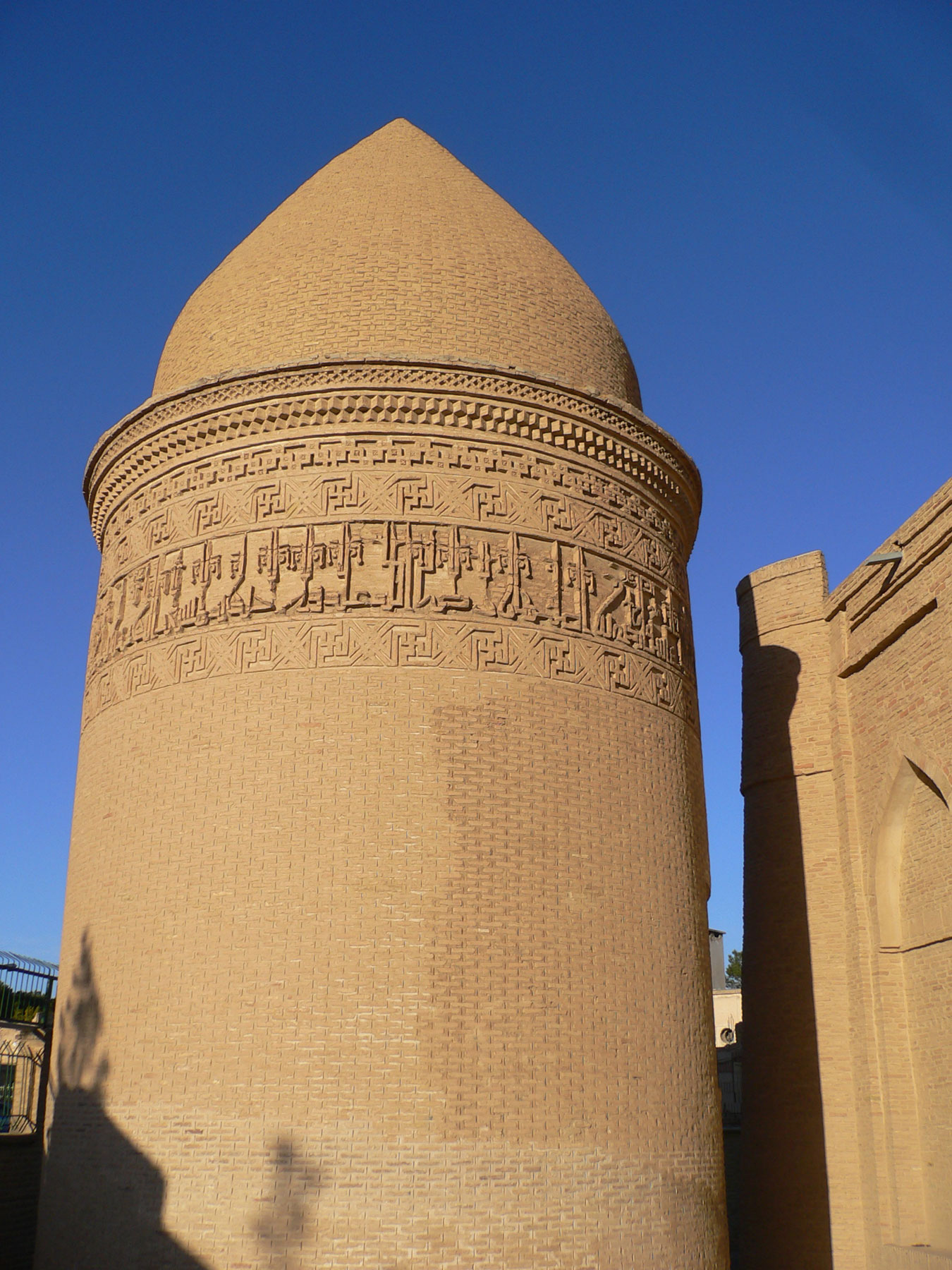
La Torre Pir-e Alamdar
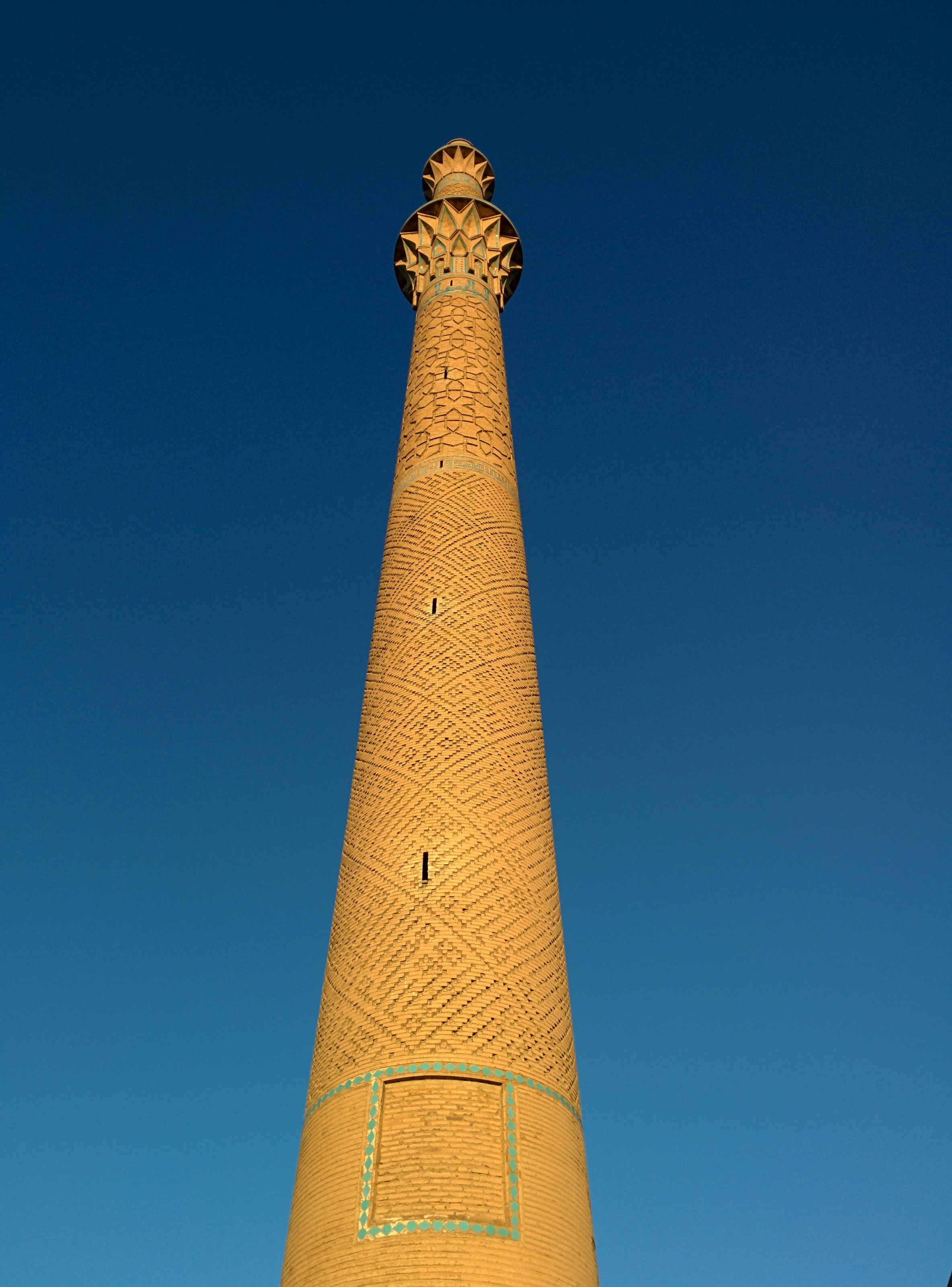
Il minareto Sarban a Isfahan
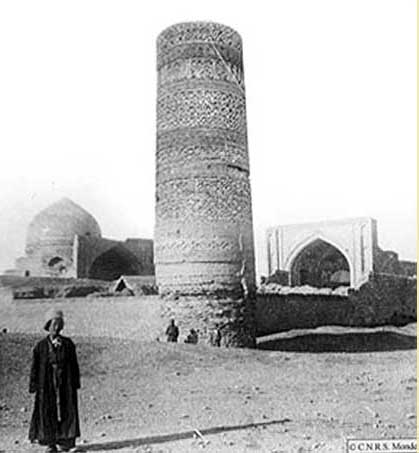
La torre della moschea del venerdì di Saveh in Iran
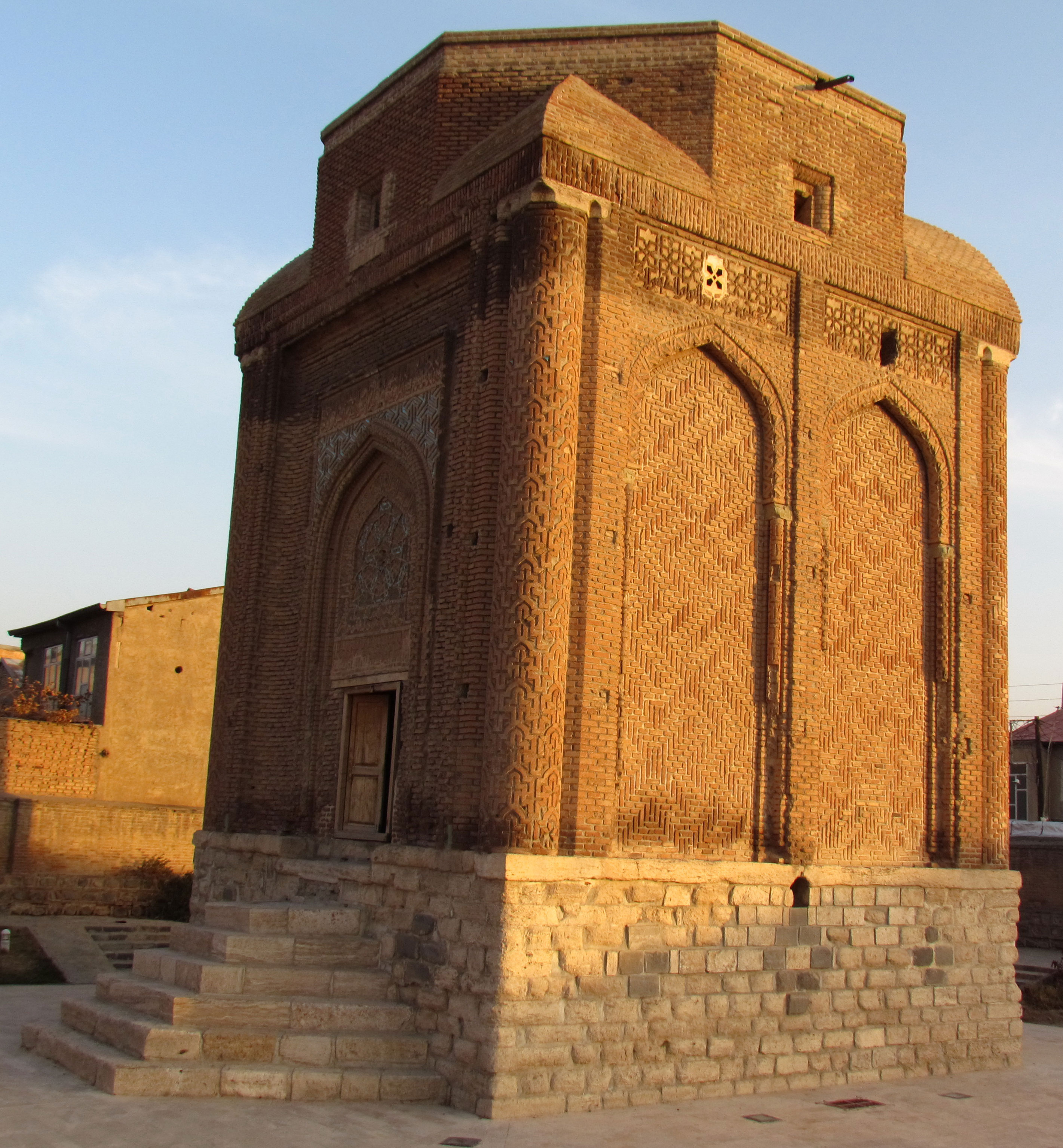
Gunbad-i Sorkh
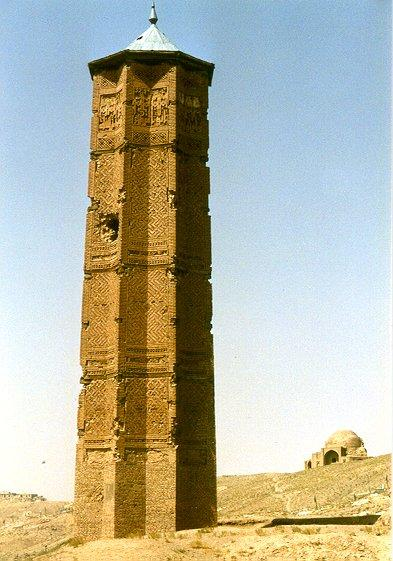
Il minareto di Ghazni